# 엿강정
엿강정은 잣, 호두, 땅콩 등에 엿물을 버무려서 만든 과자이다. 튀밥엿강정을 박상이라 부르기도 한다.

## 사진 갤러리

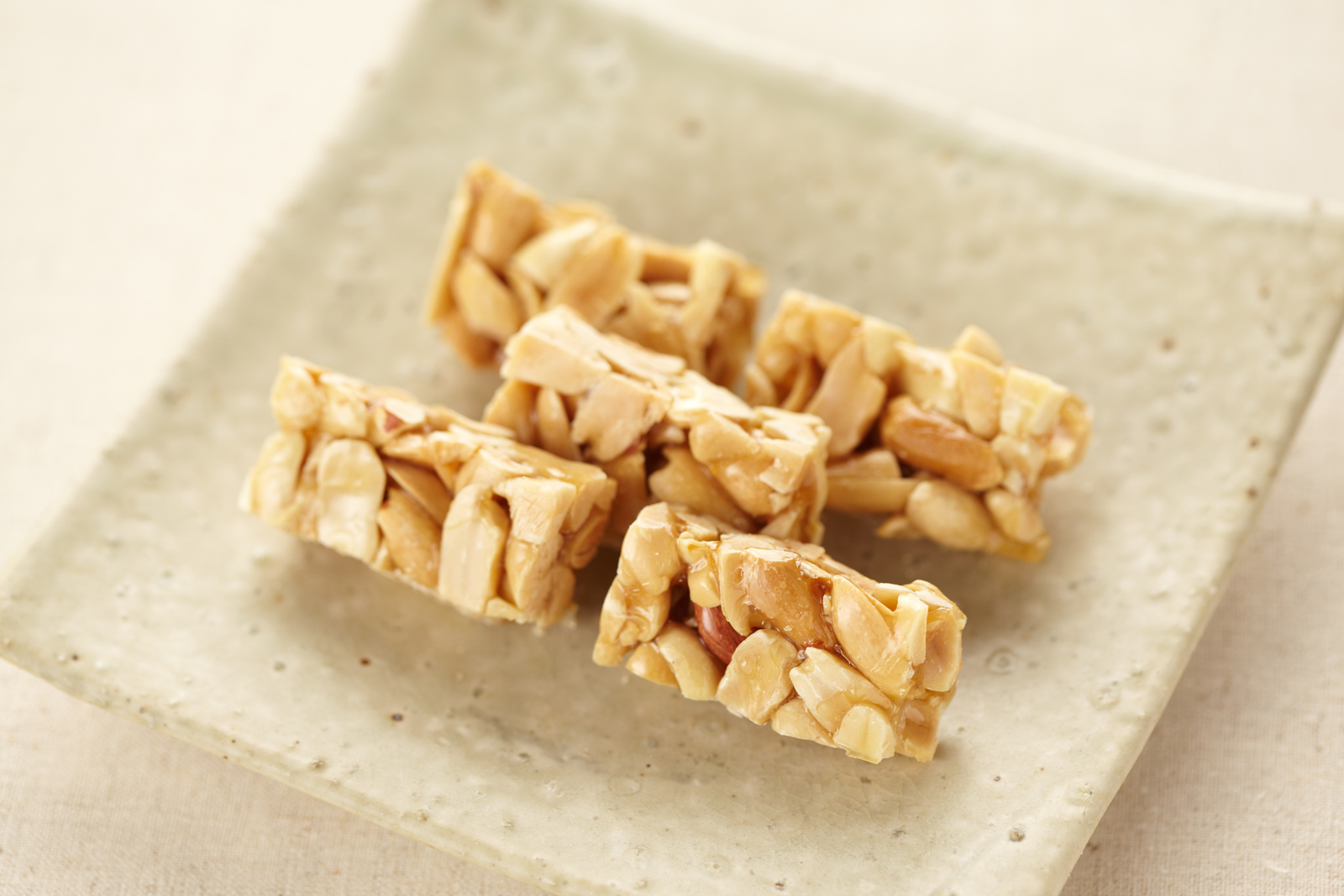
엿강정
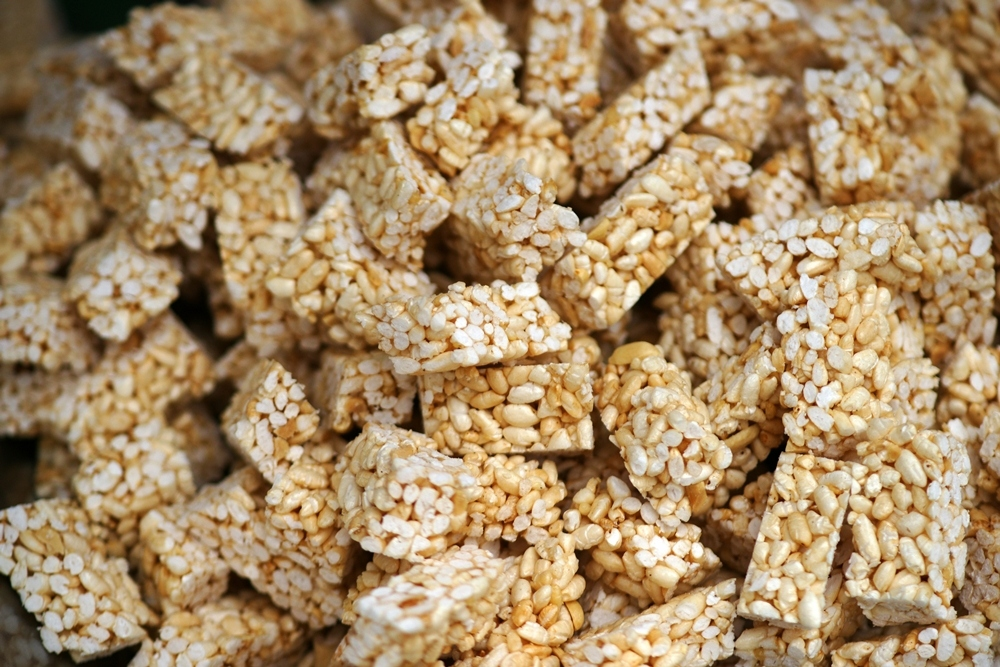
튀밥엿강정

## 같이 보기
- 고지나키